# Roger E. Moore
Roger E. Moore (né le 11 juillet 1955 à Winchester, Kentucky) est un concepteur de jeux, surtout connu pour avoir longtemps exercé les fonctions d'éditeur du magazine Dragon et pour avoir fondé le magazine Dungeon. Il a, entre autres, publié plusieurs suppléments pour le jeu de rôle Donjons et Dragons.

## Ouvrages publiés[2]
- 1985 - Conan et la prophétie, quêtes sans fin (n 14)
- 1984 - Conan and the prophecy, endless quest (n 20)
- 1984 - Conan the outlaw, endless quest (n 25)
- 1984 - Jason's first quest, fantasy forest (n 9)
- 1985 - Search for the pegasus, endless quest books : crimson crystal adventures (n 2)
- 1985 - Renegades of Luntar, endless quest books : crimson crystal adventures (n 3)
- 1986 - Nightmare realm of Baba Yaga, advanced dungeons & dragons adventure gamebooks (n 8)